# وایشیا
ویش یا وایشیا سومین طبقه از نظام کاستی هندوئیسم در هند و بالاتر از طبقه شودرا است که شامل بازرگانان، کشاورزان، دامداران، صنعتگران و امثال آنها می‌باشد، همچنین این طبقه به همراه طبقات برهمین یا برهمن‌ها (دانشمندان و کاهنان یاجنا) و کشاتریا (حاکمان و مبارزان) اجازه بستن نخ مقدس را دارند.